# João (cônsul)

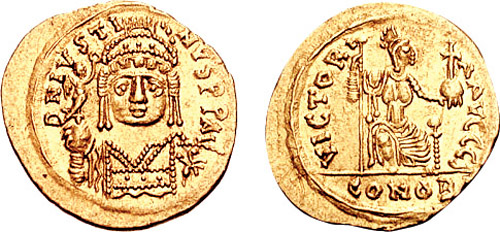
Soldo de r.

João (em latim: Ioannis) foi um oficial do século VI, ativo no reinado dos imperadores Justiniano (r. 527–565) e Justino II (r. 565–578).

## Vida
Membro da família de Anastácio I Dicoro (r. 491–518), João era filho de Teodora, a filha da imperatriz Teodora (r. 527–548). Casou-se com Geórgia e era genro de Antípatra e talvez era aparentado com seu companheiro Pedro. Foi Cônsul honorário e quiçá patrício. Foi citado pela primeira vez em maio de 562, quando acusou com Jorge o prefeito Zemarco de difamar o imperador; tal evento provocou a demissão de Zemarco. Depois, no reinado de Justino, ele e seus companheiros Eudemão e Pedro foram alguns dos perseguidos pelo imperador por professarem o monofisismo. Segundo os autores contemporâneos, o seu nome foi removido dos dípticos pelo patriarca João III (565–577). Em 576, participou, com Teodoro, Pedro e Zacarias, de embaixada ao Império Sassânida. Em Atrelão, na fronteira, encontraram Mebodes, o representante do xá Cosroes I (r. 531–579), e discutiram por um ano. Em 577, quando findou a embaixada, nenhum acordo foi alcançado.